# 회절

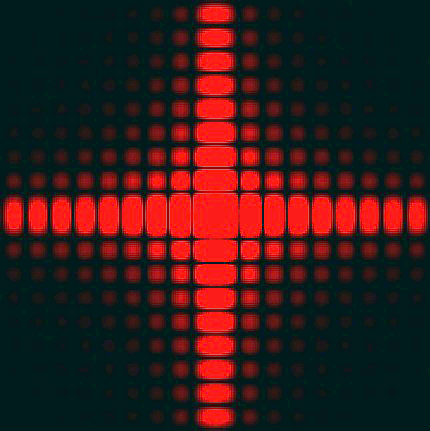
사각형의 격자에 의해 나타난 회절 무늬

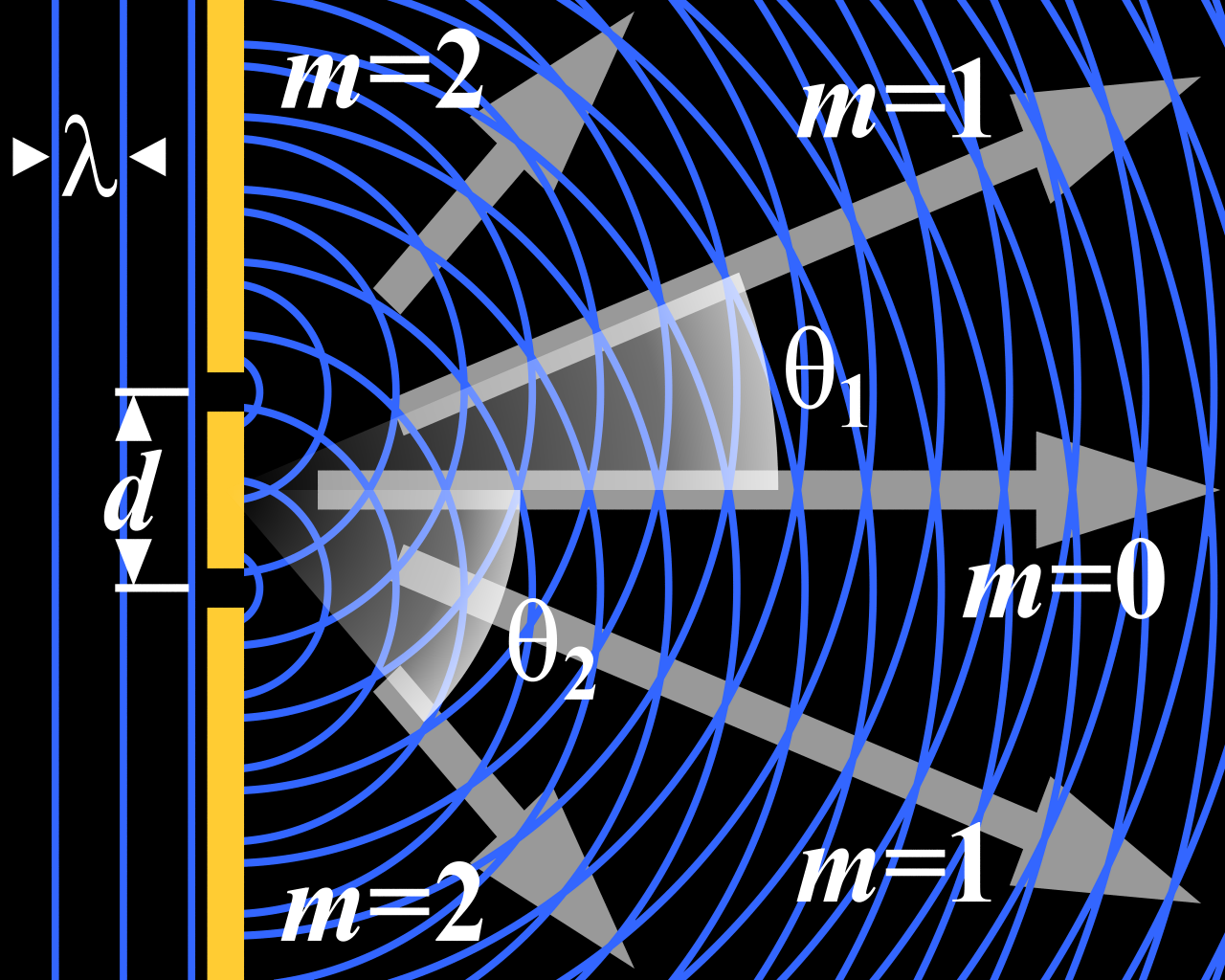

회절(回折, 영어: diffraction)은 대표적인 파동 현상 중의 하나이다. 고유어로 에돌이라고 하며 음파나 전파 또는 광파 등이 장애물이나 좁은 틈을 통과할 때, 파동이 그 뒤편(그림자 부분)까지 전파하는 현상이다.
간섭현상으로서의 회절 현상으로는 가시광이 회절격자에 의해 반사되는 경우, 엑스선이 고체 결정에 의해 반사되는 경우, 파장이 좁은 틈을 지날때 생기는 1~2차 회절 현상 등이 있다.
회절은 보통 장애물에 부딪혀서 발생하는 다양한 현상으로 언급된다. 예를 들어 굴절하는 빛 파동 또는, 음파 임피던스 ,음향 파동 등 이러한 것들은 회절 현상과 관련 되어 있다. 회절은 모든 파동에서 발생한다. 음파, 물결파, 자기파, 빛, 엑스선, 그리고 라디오파 같은 곳에서 볼 수 있다.
입자의 진행경로에 틈이 있는 장애물이 있으면 입자는 그 틈을 지나 직선으로 진행한다. 이와 달리 파동의 경우, 틈을 지나는 직선 경로뿐 아니라 그 주변의 일정 범위까지 돌아 들어간다. 이처럼 파동이 입자로서는 도저히 갈 수 없는 영역에 휘어져 도달하는 현상이 회절이다. 물결파를 좁은 틈으로 통과시켜 보면 회절을 쉽게 관찰할 수 있다.
회절의 정도는 틈의 크기와 파장에 영향을 받는다. 틈의 크기에 비해 파장이 길수록 회절이 더 많이 일어난다. 즉, 파장이 일정할 때 틈의 크기가 작을수록 회절이 잘 일어나, 직선의 파면을 가졌던 물결이 좁은 틈을 지나면 반원에 가까운 모양으로 퍼진다.
빛의 예로는 브래그의 법칙에 따라 nλ=2dsinθ으로 나타난다.

## 단일슬릿에 의한 빛의 회절
평면파로 슬릿에 도달한 파면 위의 모든 점은 호이겐스(Christiaan Huygens, 하위헌스라고도 부른다)의 원리에 따라 새로운 구면파의 파원이 된다. 이 파원을 앞으로 점파원이라 하자. 슬릿 상의 모든 점파원에서 생긴 구면파의 점 P에서의 중첩을 계산하면 점 P에서의 빛의 세기를 구할 수 있다.
슬릿 폭의 단위 길이당 전기장의 진폭을 {\displaystyle E_{0}}라 하고, 슬릿을 m개의 구간으로 나누었을 때 그 중 하나의 작은 부분을 {\displaystyle \Delta x_{i}}라 하면, {\displaystyle \Delta x_{i}}에 의한 P점에서의 전기장의 진폭({\displaystyle E_{i}})은
{\displaystyle E_{i}=E_{o}{\frac {\sin(\omega t-kr_{i})}{r_{i}}}\Delta x_{i}}
이다. 이 값을 슬릿의 전체 폭 b에 대하여 합하면 점 P에서의 진폭(E)은
{\displaystyle E=\lim _{m\to \infty }\sum _{i=1}^{m}E_{i}{}{}={}{}E_{0}\int _{-b/2}^{+b/2}{\frac {\sin {(\omega t-kr_{i})}}{r_{i}}}dx}
이다.
위 식의 진폭과 위상을 평면파로 전파한다는 프라운호퍼 조건에 따라 근사한 후에 계산한다. 먼저 점 P에서의 진폭({\displaystyle {\frac {E_{0}}{r_{i}}}})을 근사해 보자. 슬릿상의 각 점파원에 의한 점 P에서의 진폭은 {\displaystyle {\frac {E_{0}}{r_{i}}}}로 각각 다르지만 {\displaystyle b<<L}이므로 모든 {\displaystyle r_{i}}에 대하여 {\displaystyle r_{i}\approx L} 로 근사하여 슬릿의 모든 점파원에 의한 점 P에서의 진폭을 {\displaystyle {\frac {E_{0}}{L}}}으로 근사한다.
이번에는 점 P에서의 위상인 {\displaystyle \sin(\omega t-kr_{i})}을 근사해 보자. 진폭에 비해서 위상은 각 점파원의 위치에 따라 심하게 변하므로 주의해야 한다. 슬릿에서 점 P로 진행하는 파동은 스크린이 멀리 있으므로 평면파라고 생각하면 [그림 2]와 같이 모든 점파원에서 점 P로 향하는 파동의 진행 방향은 평행하므로 {\displaystyle r_{i}=L-x\sin \theta }로 근사할 수 있다.위의 두 근사를 대입하고 정리하면 점 P에서의 전기장(E)은
{\displaystyle E={\frac {E_{o}}{L}}\int _{-b/2}^{+b/2}{\sin {(\omega t-k(L-x\sin \theta ))}}dx}
이 된다. 이 식을 적분
{\displaystyle E=({\frac {E_{0}b}{L}})({\frac {\sin \beta }{\beta }})\sin(\omega t-kL)}
이다. 이때 새로운 변수 β는
{\displaystyle \beta =({\frac {kb}{2}})\sin \theta ={\frac {\pi b\sin \theta }{\lambda }}}
이다.
눈으로 직접 관찰 가능한 값인 빛의 세기(I)는 전기장을 제곱한 값이다. 그런데 전기장(E)은 시간에 따라 매우 빠르게 변하는 값이므로 빛의 세기(I)는 아래와 같이 전기장을 제곱하여 평균한 값으로 구한다.
{\displaystyle {\begin{matrix}I&=&E^{2}\\&=&({\frac {E_{0}b}{L}})^{2}({\frac {\sin \beta }{\beta }})^{2}\sin ^{2}(\omega t-kL)\\&=&{\frac {1}{2}}({\frac {E_{0}b}{L}})^{2}({\frac {\sin \beta }{\beta }})^{2}\end{matrix}}}
{\displaystyle \theta =0}(슬릿의 중심 방향) 에서는{\displaystyle \beta =0}이 되어 분자와 분모가 0이 되지만 β가 0에 가까워질수록 sinβ는 β와 같은 값을 가지게 되며 결국 β=0 일 때 극한의 성질에 의하여{\displaystyle {\sin \beta  \over \beta }=1} 이 된다. 그러므로 θ=0 일 때의 빛의 세기({\displaystyle I_{\theta =0}})는{\displaystyle I_{\theta =0}={1 \over 2}\left({E_{0}b \over L}\right)^{2}}이다. 따라서 빛의 세기(I)는
{\displaystyle I=I_{\theta =0}\left({\sin \beta  \over \beta }\right)^{2}}
으로 나타낼 수 있다. 식(7)을 간단히 해석해 보면 분모의{\displaystyle \beta ^{2}}은 점점 커지는데 비해서 분자의 {\displaystyle \sin ^{2}\beta } 은 0과 1 사이에서 진동하므로 β가 커짐에 따라 빛의 세기가 점점 약해 지면서 주기적으로 극대인 곳과 0인 곳이 나타남을 알 수 있다.

## 일상생활과 회절현상
담장 너머의 사람이 보이지는 않아도 말하는 소리는 들을 수 있다. 소리(음파)는 공기를 매질로 하는 파동이므로 회절이 일어난다. 따라서 담장 너머의 말소리는 담장 위쪽을 돌아 반대편까지 전달된다.
사진기의 조리개를 조이면 선명한 사진을 얻을 수 있지만 과도하게 조이면 오히려 사진의 품질이 떨어지기도 한다. 이것은 조리개를 구성하는 여러 개의 날 사이의 틈을 지나는 빛이 회절에 의해 분산되기 때문이다.
라디오의 AM방송은 FM방송에 비해서 수신이 잘 된다. 이는 AM방송에 쓰는 전파의 파장이 FM방송에 사용되는 파장의 길이보다 길어서 건물이나 장애물을 만났을 때 회절되어 구석구석 잘 전달되기 때문이다.

## 같이 보기
- 프레넬 회절
- 굴절
- 프리즘
- 엑스선 회절